# شیباتا تاکه‌ناکا
شیباتا تاکه‌ناکا (به ژاپنی: 柴田 剛中 Shibata Takenaka); ۱ ژانویهٔ ۱۸۲۳ – ۱ ژانویهٔ ۱۸۷۷) دیپلمات اهل ژاپن بود. وی در سال ۱۸۶۵ از فرانسه دیدار کرد تا مقدمات ساخت‌ساز یک زرادخانه در یوکوسوکا، کاناگاوا را به کمک فرانسه فراهم کند.